# Donald Smith
Donald Smith –conocido como Don Smith– (North Tonawanda, 7 de abril de 1968) es un deportista estadounidense que compitió en remo.
Ganó tres medallas en el Campeonato Mundial de Remo entre los años 1993 y 1995.
Participó en dos Juegos Olímpicos de Verano, ocupando el quinto lugar en Atlanta 1996 (ocho con timonel) y el octavo en Sídney 2000 (scull individual).

## Palmarés internacional
| Campeonato Mundial | Campeonato Mundial            | Campeonato Mundial | Campeonato Mundial |
| Año                | Lugar                         | Medalla            | Prueba             |
| ------------------ | ----------------------------- | ------------------ | ------------------ |
| 1993               | Račice (República Checa)      | Medalla de bronce  | Ocho con timonel   |
| 1994               | Indianápolis (Estados Unidos) | Medalla de oro     | Ocho con timonel   |
| 1995               | Tampere (Finlandia)           | Medalla de bronce  | Ocho con timonel   |